# William Allen Casselman
William Allen Casselman, genannt Bill Casselman, (* 27. November 1941 in New York City) ist ein US-amerikanischer Mathematiker.

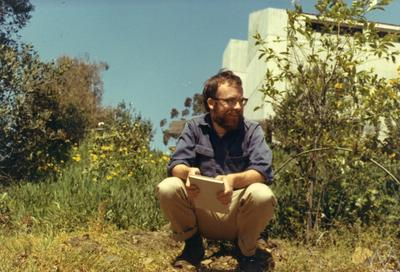
William Casselman, Berkeley 1969

Casselman studierte an der Harvard University mit dem Bachelor-Abschluss 1963 und wurde 1966 an der Princeton University bei Gorō Shimura promoviert (Families of curves and automorphic functions). Er war 1967 bis 1971 Assistant Professor an der University of California, Berkeley und ist seit 1971 Associate Professor und seit 1977 Professor an der University of British Columbia. 
Er befasst sich mit algebraischen Gruppen, Darstellungstheorie von Coxeter-Gruppen, p-adischen Gruppen und reellen reduktiven Gruppen und mit automorphen Formen (Langlands-Programm).
Er war Invited Speaker auf dem Internationalen Mathematikerkongress in Helsinki 1978 (Jacques modules for real reductive groups). Er ist Fellow der American Mathematical Society.